# Paul L’Ouverture
Paul L’Ouverture (zm. 1803) – haitański wojskowy.
Był synem Prince’a Gaoguinou, woźnicy w posiadłości księcia Noé i kobiety imieniem Paulina. Wcześnie stracił rodziców, pozostawał pod opieką najstarszego brata. Uczestniczył w rewolucji haitańskiej, po uwięzieniu Toussaint L’Ouverture’a otrzymał stopień generała. Pod koniec 1803 został pojmany przez francuskie oddziały ekspedycyjne. Krótko potem stracono go wraz ze szwagrem.